# 特雷馬爾佐山

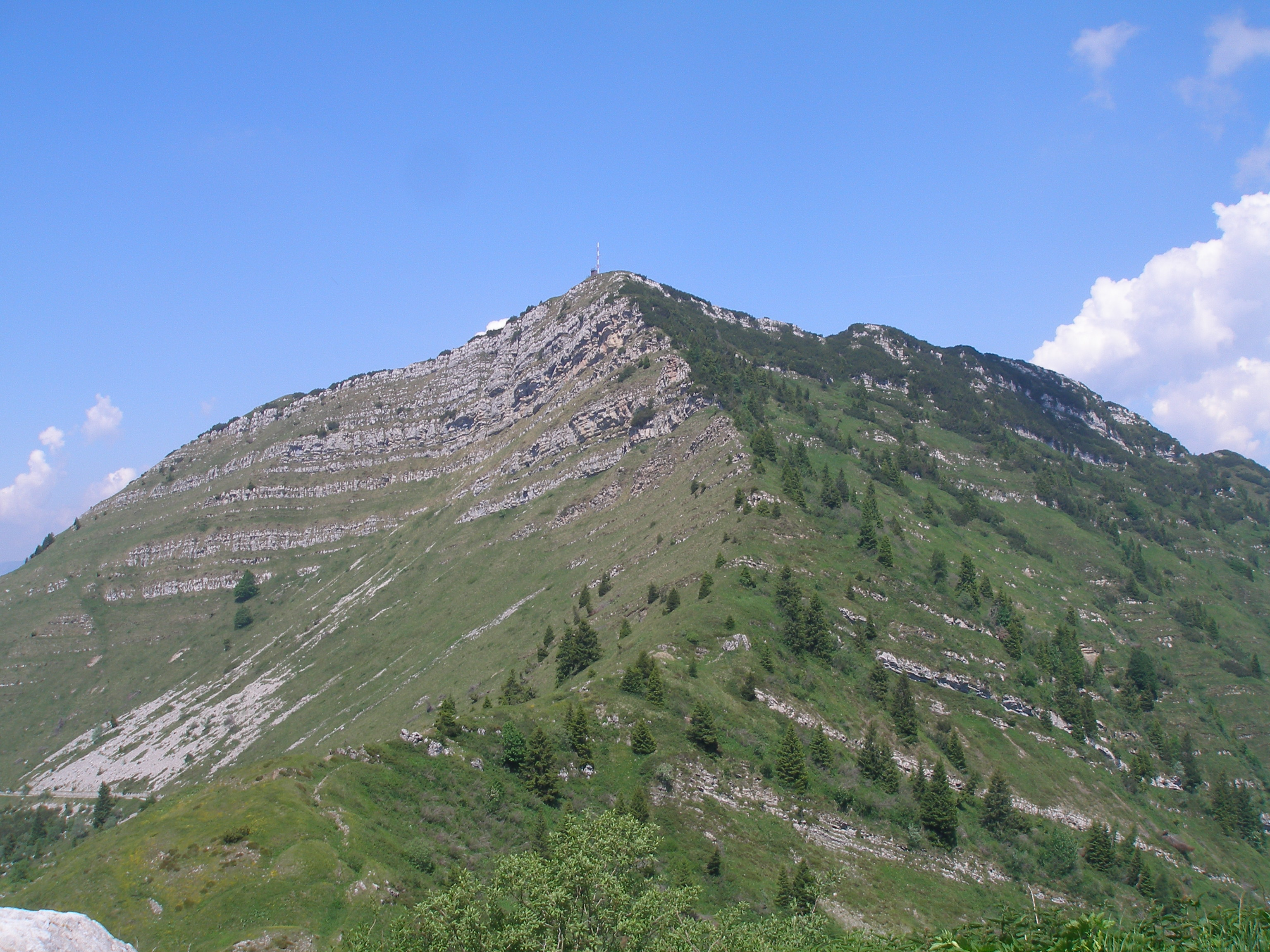

45°50′30″N 10°41′57″E / 45.84171°N 10.69904°E
特雷馬爾佐山（義大利語：Monte Tremalzo），是意大利的山峰，位於該國北部，處於倫巴第大區和特倫蒂諾-上阿迪傑大區接壤的邊界，屬於加達山脈的一部分，海拔高度1,975米。